# 白鳥士郎
白鳥 士郎（しらとり しろう、1981年（昭和56年） - ）は、日本の小説家。主にライトノベルレーベルで作品を発表している。岐阜県多治見市出身。

## 来歴
岐阜県立多治見北高等学校・金沢大学法学類卒業。名城大学大学院法務研究科修了。大学院2年生のときに小説を書き始める。
2008年（平成20年）、『らじかるエレメンツ』（ソフトバンククリエイティブGA文庫）で商業デビュー。
2012年（平成24年）、『のうりん』で第1回ラノベ好き書店員大賞を受賞。
2016年（平成28年）7月、『りゅうおうのおしごと!』で第28回将棋ペンクラブ大賞文芸部門優秀賞を受賞。
2018年（平成30年）3月、『りゅうおうのおしごと！』8巻あとがきの中で、7歳年下の書店店員の女性と結婚していたことを公表した（ただし実際は2017年（平成29年）の時点で入籍していたという）。『りゅうおうのおしごと!』アニメ終了後の5月12日に結婚式を挙げた。
2019年（平成31年）2月11日、第一子の長女が誕生したことを報告した。2022年（令和4年）4月10日、第二子の長男が誕生したことを報告した。
『りゅうおうのおしごと！』の縁から、時折将棋の観戦記者を務めることもあり、2018年（平成30年）4月の「第3期叡王戦決勝七番勝負第1局 金井恒太―高見泰地戦」の観戦記（ニコニコニュース）で、2019年（令和元年）に第31回将棋ペンクラブ大賞観戦記部門大賞を受賞した。

## 人物
以前は出身地でもある多治見市に住んでいたが、2018年（平成30年）現在は名古屋市在住。
小説を書き始めた元々の動機は「お金を稼ぐため」だったという。具体的には学費の調達に加え、家族の介護の都合から在宅でできる仕事を探す必要があり、ライトノベル作家の道を選んだ。そのためデビューから長らく「『こういうのが受けそうだな』と思って書いたことはあっても、『これが書きたい！』と思って書いたことはなかった」とのことで、初めて「『これが書きたい！』と心の底から思って書いた作品」が『りゅうおうのおしごと!』だと語っている。
当初は法律関係の仕事に就くことを目指していたが、合計12年間大学に通ったものの試験に通らず、その後も恩師の法律事務所に勤務しながら執筆活動を続けるという二足のわらじを履く生活を続けていた。
元々「どこかライトノベルを書くことを卑下していた」ため、本人曰くデビューから暫くの間は「書いていることがバレたくなくて、プロフィールでは名前も出身地も生年月日も変えていた」という。このため古いプロフィールには「1977年（昭和52年）生まれ」「石川県金沢市出身」「大学卒業後、コインパーキングの車止めを作る会社に勤務していた」となっているものもある。ただ『のうりん』3巻の発売の際に新聞に写真が載り、周囲に小説を書いていることがばれたため、以後はプロフィールを偽るのをやめている。また2015年（平成27年） - 2016年（平成28年）にかけて祖父・母が相次いで亡くなり、二人が自分の作品を誇りに思っていたことを知ったことで、「私を育ててくれた母や祖父の人生すら否定することになる」として、態度を改めることにしたとも語っている。特に母が亡くなったのは相当なショックで、後に「（『りゅうおうのおしごと!』で）賞を頂き、アニメ化も決まり、望んでいたものは全て手に入れたはずなのに、実際には自分には何もなかった」と語っている。
目標とする作家に佐藤ケイの名前を挙げている。
FC岐阜のサポーターとしても知られており、自身の公式ブログやTwitterで戦況報告をしたり、試合会場だけでなく、イベントやインタビューの際にはレプリカユニフォーム姿で登場することもある。2018年（平成30年）には同チームとのタイアップグッズとして「龍王のコスプレをした白鳥先生キーホルダー」を発売したところ完売し、2019年（平成31年）には新たなデザインのキーホルダー・タオルを作成するなど、チームとのコラボも積極的に行っている。

## 作品リスト

### 単行本作品
- らじかるエレメンツ（GA文庫、イラスト：カトウハルアキ、2008年4月 - 2009年1月、全3巻）
- 蒼海ガールズ!（GA文庫、イラスト：やすゆき、2009年8月 - 2010年3月、全3巻）
- のうりん（GA文庫、イラスト：切符、2011年7月 - 、既刊13巻）
- りゅうおうのおしごと![18]（GA文庫、イラスト：しらび、監修：西遊棋、2015年9月 - 2025年7月、全26巻）

### アンソロジー所収作品
- 僕は友達が少ない ゆにばーす 2（MF文庫J、2013年2月） - 「部長選挙」収録
- やはり俺の青春ラブコメはまちがっている。アンソロジー
  - 2. オンパレード（ガガガ文庫、2020年3月） - 「やはり千葉のハイラインはまちがっている。」収録
  - 3. 結衣side（ガガガ文庫、2020年4月） - 「どうしても、由比ヶ浜結衣は麺を食べたい。」収録